# ایلیوشین دی‌بی-۴
ایلیوشین دی‌بی-۴ (به انگلیسی: Ilyushin DB-4) یک هواپیمای ساختِ کارخانهٔ ایلیوشین در کشور اتحاد جماهیر سوسیالیستی شوروی است. این هواپیما در ۱۹۴۰ میلادی نخستین پرواز خود را انجام داد.